# Monasterio de San Nicasio (Tudela)
El monasterio de San Nicasio de Tudela (Navarra) fue un monasterio, probablemente del siglo XII, que se situaba a extramuros junto al puente del Ebro. El monasterio fue entregado a la Cofradía de la Merced a finales del siglo XIV.

## Historia y cronología de construcción
El monasterio de San Nicasio se cita por primera vez en 1347, pero es posible que se construyera en el siglo XII o que dicha orden existiera ya dentro de la ciudad. Dicha iglesia fue entregada a los mercedarios en 1382. En 1598 se arruinó debido a las diversas avenidas del Ebro y los mercedarios se trasladaron en 1603 a los solares que hoy ocupa el Mercado de Abastos, antiguo Convento de la Merced. La iglesia de San Nicasio fue vendida para ampliar el Camino Real o Camino del Cristo, que hoy bordea el lado sur de La Mejana.